# Singapore Sue
Pour plus de détails, voir Fiche technique et Distribution.
Singapore Sue est un court-métrage américain réalisé par Casey Robinson, sorti en 1932.

## Synopsis
Des marins en goguette à Singapour rencontrent une chanteuse, qui s'avère être originaire de Brooklyn.

## Fiche technique
- Titre original : Singapore Sue
- Réalisation : Casey Robinson
- Scénario : Casey Robinson
- Société de production : Paramount Pictures
- Société de distribution : Paramount Pictures
- Pays d'origine :  États-Unis
- Langue originale : anglais
- Format : noir et blanc — 35 mm — 1,37:1 — son Mono (Western Electric Noiseless Recording)
- Genre : court-métrage
- Durée : 10 minutes
- Date de sortie :
  - États-Unis : 10 juin 1932

## Distribution
- Anna Chang : Singapore Sue
- Joe Wong : le chanteur
- Cary Grant : le premier marin
- Millard Mitchell : le deuxième marin

## Chansons du film
- "How Can a Girl Say No?" : interprétée par Anna Chang
- "Open Up Those Eyes" : musique de Johnny Green, paroles d'Edward Heyman, interprétée par Joe Wong et par Anna Chang